# Māris Poikāns
Māris Poikāns, né le 11 novembre 1962 à Vidriži  (RSS de Lettonie), est un bobeur soviétique.

## Palmarès

### Coupe du monde
- 2 globes de cristal : 
  - Vainqueur du classement bob à 2 en 1986.
  - Vainqueur du classement combiné en 1990.